# Falun gong
Falun gong ili falun dafa kineska je tehnika njegovanja duha i tijela, koju je počeo javno podučavati Li Hongzhi 1992. godine. Od 1999. u Kini je pokret zabranjen.
Falun gong pripada qigongu, odnosno tradicionalnim tehnikama njegovanja duha i tijela iz Kine. Druga sastavnica koja falun gong razlikuje od mnogih drugih vrsta qigonga je naglasak na njegovanju srca (uma) prema načelima istinitosti te na uklapanju ovih načela u svakodnevni život.
Falun gong je u javnost iznio Li Hongzhi 1992. godine. Na Orijentalnom sajmu zdravlja 1993. godine (najpoznatijem sajmu ovog tipa u Kini), Li Hongzhi, osnivač falun gonga, proglašen je najomiljenijim[nedostaje izvor] qigong majstorom i dodijeljena mu je nagrada za unaprjeđivanje graničnih znanosti. Zbog pozitivnih utjecaja na zdravlje i na moralni karakter, falun gong je vrlo brzo u Kini postao vrlo popularan, broj vježbača u samo nekoliko godina povećao se na 70 do 100 milijuna te se falun gong proširio u sedamdesetak zemalja svijeta.
U falun gongu ukupno postoji 5 vježbi. Tri vježbe se sastoje od laganih, skladnih pokreta u stajanju; jedna je mirna vježba u stajanju, a jedna vježba se radi u meditaciji u sjedećem položaju. Tijekom vježbanja tijelo je opušteno, a vježbe se rade u budnom stanju pri punoj svijesti. Nema ograničenja dobi vježbenika, a vježbe se mogu raditi u bilo koja doba dana, na svakom mjestu, pojedinačno ili u grupi. 

## Vanjske poveznice
- http://www.falungong-hr.net/  Arhivirana inačica izvorne stranice od 27. travnja 2007. (Wayback Machine)